# Robert Wright (gubernator Maryland)
Robert Wright (ur. 20 listopada 1752, zm. 7 września 1826) – amerykański polityk z Maryland.
W latach 1801–1806 był senatorem Stanów Zjednoczonych ze stanu Maryland. W 1806 zrezygnował z tego stanowiska, by objąć pozycję gubernatora stanu Maryland, którą piastował do 1809. W latach 1810–1817 i ponownie w latach 1821–1823 był przedstawicielem siódmego okręgu wyborczego w stanie Maryland w Izbie Reprezentantów Stanów Zjednoczonych.